# Nils Viklund

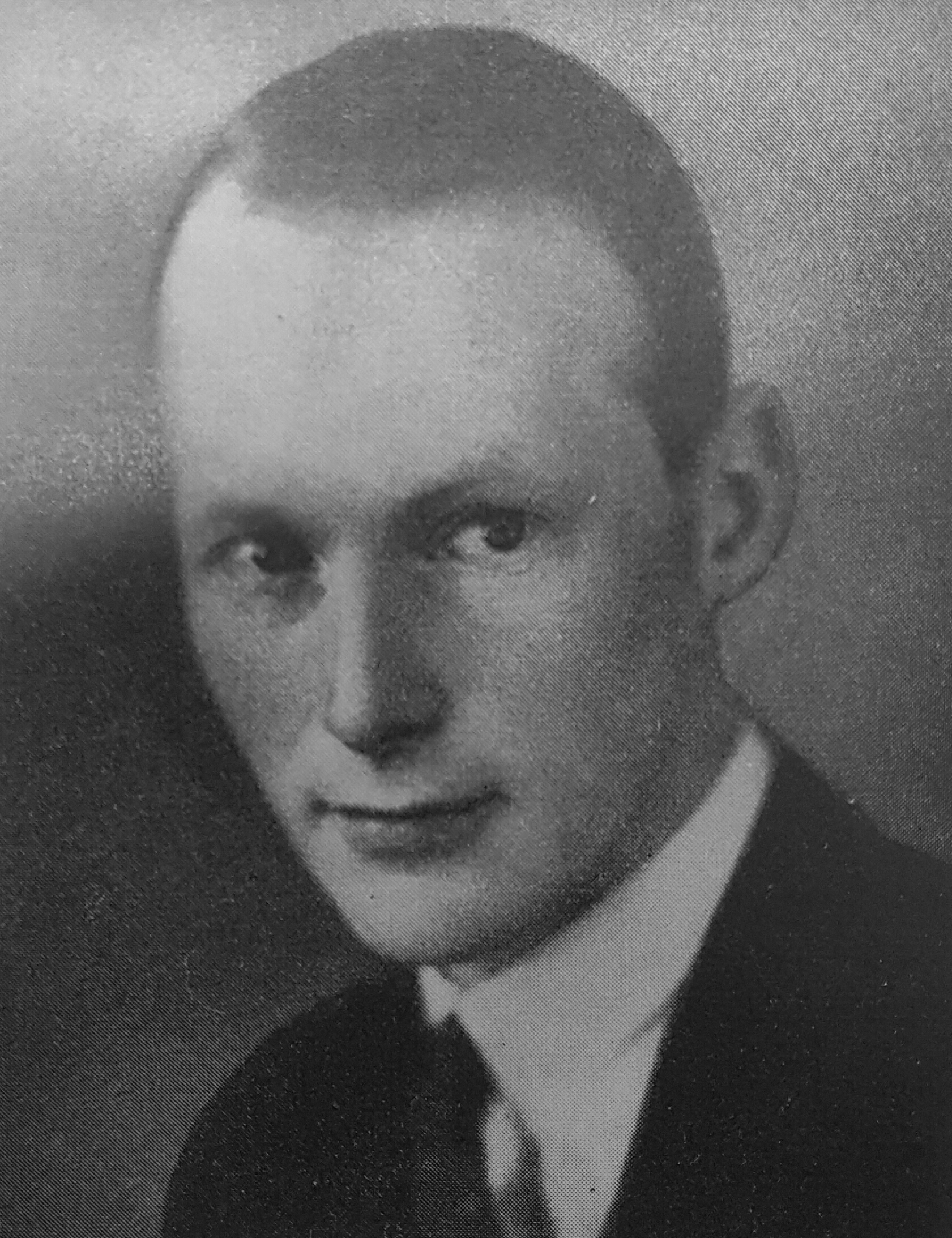
Nils Viklund

Nils Daniel Viklund, född den 17 april 1905 i Uppsala, död den 4 juli 1973 i Stockholm, var en svensk jurist.
Viklund avlade studentexamen 1923 och juris kandidatexamen 1927. Han blev fiskal i Svea hovrätt 1932, assessor 1938, hovrättsråd 1945 och vattenrättsdomare i Mellanbygdens vattendomstol 1949 (extra 1945) samt lagman i Svea hovrätt och ordförande i vattenöverdomstolens andra avdelning 1955. Viklund var ordförande i Sveriges biografägareförbund 1959–1962 och i Wilhelm Peterson-Bergersällskapet 1960–1966. Han blev riddare av Nordstjärneorden 1948, kommendör av samma orden 1959 och kommendör av första klassen 1967. Viklund vilar på Skogskyrkogården i Stockholm.